# 白川峻

白川 峻（しらかわ しゅん、1983年7月16日 - ）とは日本の男優である。EBAプロダクション所属、血液型はB型。

## 出演作品
- 天国に一番近い男
- 3年B組金八先生
- from island
- はぐれ刑事純情派第15シリーズ第4話「まだ見ぬ娘に捧げる子守唄 引き裂かれた家族写真!」（テレ朝 2002年4月24日）